# Бистренци (Болгария)
Бистренци (болг. Бистренци) — село в Болгарии. Находится в Русенской области, входит в общину Бяла. Население составляет 381 человек.

## Политическая ситуация
В местном кметстве Бистренци, в состав которого входит Бистренци, должность кмета (старосты) исполняет Атанас Иванов Ленов (Национальное движение «Симеон Второй» (НДСВ)) по результатам выборов.
Кмет (мэр) общины Бяла — Юрий Петков Симеонов (Гражданский союз за новую Болгарию) по результатам выборов.